# 577. Volksgrenadier-Division
Die 577. Volksgrenadier-Division war ein Großkampfverband der deutschen Wehrmacht im Zweiten Weltkrieg.

## Geschichte

### Aufstellung
Die Division wurde am 25. August 1944 in der 32. Aufstellungswelle bei Aarhus in Dänemark durch den Wehrkreis IX aufgestellt. Die Aufstellung erfolgte beim Befehlshaber Dänemark. 

### Auflösung durch Umbenennung in 47. VGD
Noch in der Aufstellungsphase befindlich, wurde die Division am 17. September 1944 in die noch nicht aufgestellte 47. Volksgrenadier-Division, welche die in Belgien vernichtete 47. Infanterie-Division ersetzte, umbenannt. Am 10. November 1944 verließ die Division Aarhus und kam an die Westfront.

## Gliederung
- Grenadier-Regiment 1189 mit zwei Bataillonen, später Grenadier-Regiment 103
- Grenadier-Regiment 1190 mit zwei Bataillonen, später Grenadier-Regiment 104
- Grenadier-Regiment 1191 mit zwei Bataillonen, später Grenadier-Regiment 115
- Artillerie-Regiment 1577 mit vier Abteilungen, später Artillerie-Regiment 147
- Divisions-Einheiten 1577, später Divisions-Einheiten 147